# Regierungsbezirk
Et Regierungsbezirk er en administrativ region i Tyskland, en underinddeling af Tysklands delstater. Disse Regierungsbezirke er igen delt ind i landkreise eller kreisfrie byer, byer med samme status som en landkreis. En Regierungsbezirk er styret af en Bezirksregierung og ledet af en Regierungspräsident.
Ikke alle delstaterne i Tyskland har denne underinddeling, og nogle er direkte inddelt i landkreise. I dag er fire delstater delt ind i 19 Regierungsbezirke, med folketal fra 5.255.000 (Regierungsbezirk Düsseldorf) til 1.065.000 (Regierungsbezirk Gießen):
- Baden-Württemberg: Freiburg, Karlsruhe, Stuttgart, Tübingen
- Bayern: Oberbayern, Niederbayern, Oberpfalz, Oberfranken, Mittelfranken, Unterfranken, Schwaben
- Hessen: Darmstadt, Gießen, Kassel
- Nordrhein-Westfalen: Arnsberg, Köln, Detmold, Düsseldorf, Münster

## Historie
De første Regierungsbezirke blev oprettet af Preussen i 1808-1816, som delte sine provinser ind i 25 Regierungsbezirke. Regierungsbezirke i Nordrhein-Westfalen er de samme, som blev oprettet i 1815. Andre stater i Det tyske kejserrige oprettede lignende enheder, kaldt Kreishauptmannschaft (i Sachsen) eller Kreis (i Bayern og Württemberg) (som ikke er det samme som Landkreis i dag). Under Det tredje rige gav nazi-regeringen alle disse inddelinger samme navn, og siden har alle været kaldt Regierungsbezirk.
1. januar 2000 opløste Rheinland-Pfalz sine tre Regierungsbezirke, Koblenz, Rheinhessen-Pfalz og Trier. I 2004 gjorde Sachsen-Anhalt det samme, og opløste sine tidligere Regierungsbezirke, Dessau, Halle og Magdeburg. I 2005 opløste Niedersachsen sine fire Regierungsbezirke Braunschweig, Hannover, Lüneburg og Weser-Ems. Sachsen afskaffede sine tre Regierungsbezirke, Chemnitz, Dresden, og Leipzig, i 2012.
I Nordrhein-Westfalen er der også planer om at opløse de fem Regierungsbezirke her og danne tre selvstyrende enheder (en for Ruhr-området og en hver for Nordrhein og Westfalen uden deres respektive dele af Ruhr-området).[kilde mangler]